# Gran Premio del Brasile 1979
Il Gran Premio del Brasile 1979 è stata la seconda prova della stagione 1979 del Campionato mondiale di Formula 1. Si è corsa domenica 4 febbraio 1979 sul Circuito di Interlagos. La gara è stata vinta dal francese Jacques Laffite, su Ligier-Ford Cosworth; per il vincitore si trattò del terzo successo nel mondiale. Ha preceduto sul traguardo il francese Patrick Depailler anch'egli su Ligier-Ford Cosworth e l'argentino Carlos Reutemann su Lotus-Ford Cosworth. Laffite conquistò l'unico Grand Chelem della sua carriera nel mondiale di F1, ottenendo pole position, giro veloce, vittoria e conducendo la gara per tutti i giri.

## Vigilia

### Aspetti tecnici
La gara tornò sul tracciato di Interlagos a San Paolo, dopo che l'edizione 1978 si era svolta sul Circuito di Jacarepaguá, vicino a Rio de Janeiro. Interlagos ospitava così per la sesta volta una gara iridata di Formula 1. Il tracciato venne modicato leggermente alle curve do Sol, Sargento e Mergulho, portando la lunghezza a 7,873 km.
La Brabham abbandonò la BT46 e fornì il modello BT48 anche a Nelson Piquet. La McLaren invece tornò a impiegare la M26, affidandola a Patrick Tambay. La Cpersucar-Fittipaldi presentò la F6, che però venne abbandonata nel corso delle prove per la tradizionale F5.

### Aspetti sportivi
Non vi furono cambiamenti nella lista dei piloti iscritti. Anche i due piloti infortunatisi nella gara precedente, Nelson Piquet e Jody Scheckter, presero regolarmente posto sulle loro vetture. Per il sudafricano venne esclusa, dopo una visita all'Ospedale di Modena, la frattura del polso contuso in Argentina.
John Watson venne multato e ammonito per aver provocato un incidente al via del gran premio precedente, ma poté partecipare alla gara brasiliana. La decisione venne presa in maniera autonoma dalla FISA e dagli organizzatori del gran premio di Buenos Aires, anche se inizialmente era prevista una riunione a cui avrebbero dovuto partecipare anche Mario Andretti, in rappresentanza dei piloti, e Bernie Ecclestone, capo della FOCA. Questa decisione venne criticata dai piloti, che si sentirono esautorati del potere di sanzionare un loro collega.
Sempre in tema di sicurezza venne anche prospettata l'ipotesi che potesse essere modificata la procedura di partenza per evitare altri incidenti. In quanto agli standard di sicurezza delle monoposto, fu molto duro il giudizio di Clay Regazzoni:
Fu l'ultima volta che una gara di F1, valida per il mondiale, si corse a febbraio. Precedentemente si erano corsi in tale mese il Gran Premio d'Argentina 1960 e il Gran Premio del Brasile 1973.

## Qualifiche

### Resoconto
Nella prima giornata di prove si confermò la superiorità della Ligier che piazzò Jacques Laffite (in 2'23"07) primo e Patrick Depailler secondo, anch'egli sotto il muro del 2'24. Terzo si classificò Gilles Villeneuve, in 2'24"34. Chiusero più dietro le Lotus, con Carlos Reutemann penalizzato da un problema al motore. Fu in dubbio la prosecuzione dell'impegno per Nelson Piquet della Brabham, ancora dolorante per i postumi dell'incidente a Buenos Aires. Nelle corso delle prove vi fu un incidente per Elio De Angelis, senza conseguenze per il pilota romano.
Al sabato Laffite si migliorò ulteriormente, conquistando la seconda pole consecutiva. Il francese ruppe anche il pignone del cambio ed ebbe dei problemi all'impianto di alimentazione. In prima fila si confermò Patrick Depailler: per la seconda consecutiva la Ligier monopolizzò la prima fila di un gran premio. In seconda fila si classificarono le due Lotus di Carlos Reutemann e Mario Andretti, mentre la terza fila fu occupata ancora da una coppia di vetture dello stesso costruttore, in questo caso la Ferrari. La Lotus chiese la squalifica di Jacques Laffite al termine delle prove, in quanto il francese aveva compiuto quattro giri in più di quelli consentiti dal regolamento.

### Risultati
Nella sessione di qualifica si è avuta questa situazione:
| Pos                     | Nº | Pilota                | Costruttore              | Tempo   | Griglia |
| ----------------------- | -- | --------------------- | ------------------------ | ------- | ------- |
| 1                       | 26 | Jacques Laffite       | Ligier-Ford Cosworth     | 2'23"07 | 1       |
| 2                       | 25 | Patrick Depailler     | Ligier-Ford Cosworth     | 2'23"99 | 2       |
| 3                       | 2  | Carlos Reutemann      | Lotus-Ford Cosworth      | 2'24"15 | 3       |
| 4                       | 1  | Mario Andretti        | Lotus-Ford Cosworth      | 2'24"28 | 4       |
| 5                       | 12 | Gilles Villeneuve     | Ferrari                  | 2'24"34 | 5       |
| 6                       | 11 | Jody Scheckter        | Ferrari                  | 2'24"48 | 6       |
| 7                       | 15 | Jean-Pierre Jabouille | Renault                  | 2'24"85 | 7       |
| 8                       | 3  | Didier Pironi         | Tyrrell-Ford Cosworth    | 2'25"16 | 8       |
| 9                       | 14 | Emerson Fittipaldi    | Fittipaldi-Ford Cosworth | 2'26"35 | 9       |
| 10                      | 20 | James Hunt            | Wolf-Ford Cosworth       | 2'26"37 | 10      |
| 11                      | 16 | René Arnoux           | Renault                  | 2'26"43 | 11      |
| 12                      | 5  | Niki Lauda            | Brabham-Alfa Romeo       | 2'27"57 | 12      |
| 13                      | 27 | Alan Jones            | Williams-Ford Cosworth   | 2'27"67 | 13      |
| 14                      | 7  | John Watson           | McLaren-Ford Cosworth    | 2'27"82 | 14      |
| 15                      | 4  | Jean-Pierre Jarier    | Tyrrell-Ford Cosworth    | 2'27"89 | 15      |
| 16                      | 29 | Riccardo Patrese      | Arrows-Ford Cosworth     | 2'28"08 | 16      |
| 17                      | 28 | Clay Regazzoni        | Williams-Ford Cosworth   | 2'28"88 | 17      |
| 18                      | 8  | Patrick Tambay        | McLaren-Ford Cosworth    | 2'29"39 | 18      |
| 19                      | 30 | Jochen Mass           | Arrows-Ford Cosworth     | 2'29"42 | 19      |
| 20                      | 18 | Elio De Angelis       | Shadow-Ford Cosworth     | 2'30"29 | 20      |
| 21                      | 17 | Jan Lammers           | Shadow-Ford Cosworth     | 2'31"60 | 21      |
| 22                      | 6  | Nelson Piquet         | Brabham-Alfa Romeo       | 2'31"64 | 22      |
| 23                      | 22 | Derek Daly            | Ensign-Ford Cosworth     | 2'31"78 | 23      |
| 24                      | 9  | Hans-Joachim Stuck    | ATS-Ford Cosworth        | 2'32"27 | 14      |
| Vetture non qualificate |    |                       |                          |         |         |
| NQ                      | 31 | Héctor Rebaque        | Lotus-Ford Cosworth      | 2'32"66 | NQ      |
| NQ                      | 24 | Arturo Merzario       | Merzario-Ford Cosworth   | 2'34"08 | NQ      |

## Gara

### Resoconto
Poco prima del via la Lotus di Mario Andretti presentò dei problemi tecnici che dovettero essere riparati in pista dai meccanici della scuderia britannica. Al segnale di accensione dei motori, dal propulsore della vettura dell'italoamericano, si sprigionò del fumo che costrinse all'intervento i pompieri. La vettura però poté prendere il via. Anche l'altra Lotus, quella di Carlos Reutemann subiva dei problemi, tanto che, per affrontare il giro di ricognizione, venne spinta dai meccanici.
Le due Ligier, con Jacques Laffite davanti a Patrick Depailler, presero la testa della gara, seguite dalle due Lotus di Mario Andretti (che nei primi metri del gran premio si era posto davanti a Depailler) e Carlos Reutemann. Seguivano Jody Scheckter, Emerson Fittipaldi e Didier Pironi. Andretti abbandonò la gara dopo due soli giri, sempre per il guasto al motore, già evidenziato prima del via. Nei primi giri si ritirarono anche le due Brabham: Nelson Piquet per i problemi fisici ancora risalenti alla gara d'Argentina e Niki Lauda per un problema al cambio.
Sempre al secondo giro, Emerson Fittipaldi passò Scheckter, portandosi al quarto posto: il brasiliano però montava gomme da qualifica, nel tentativo di conquistare posizioni davanti al pubblico di casa. La Ferrari denunciavano però dei problemi agli pneumatici, tanto che il sudafricano venne passato anche da Didier Pironi, al giro 11.
Al ventiduesimo giro Fittipaldi fu costretto a una sosta ai box, per sostituire gli pneumatici, ormai degradati. Ripartì in sedicesima posizione. Al giro 27 Scheckter venne passato anche da Alan Jones. Ora la classifica vedeva in testa il duo della Ligier, seguito da Reutemann, Pironi, Jones. Durante la gara, temendo una penalizzazione, dai box della Lotus, si continuava a indicare a Reutemann un posizionamento al quarto posto, anziché all'effettivo terzo.
Alan Jones si ritirò al giro 33 per un guasto all'alimentazione, mentre Scheckter perse altre posizioni, per una sosta ai box, necessaria per il cambio gomme. Entravano così in zona punti Gilles Villeneuve e Jochen Mass; al giro 36 il tedesco però venne scavalcato da Jody Scheckter che, con gomme nuove, era tornato competitivo.
Vinse Jacques Laffite (che conquistava nuovamente vittoria, pole e gpv come in Argentina) davanti al compagno Patrick Depailler (questa fu la prima e unica doppietta della Ligier). Terzo fu Carlos Reutemann, seguito da Pironi, Villeneuve e Scheckter. Nella convinzione che Reutemann venisse penalizzato di un minuto per la spinta all'avvio, sul podio si presentò Didier Pironi.

### Risultati
I risultati del gran premio furono i seguenti:
| Pos | No | Pilota                | Costruttore              | Giri | Tempo/Ritiro                                       | Pos. Griglia | Punti |
| --- | -- | --------------------- | ------------------------ | ---- | -------------------------------------------------- | ------------ | ----- |
| 1   | 26 | Jacques Laffite       | Ligier-Ford Cosworth     | 40   | 1h40'09"64                                         | 1            | 9     |
| 2   | 25 | Patrick Depailler     | Ligier-Ford Cosworth     | 40   | +5"28                                              | 2            | 6     |
| 3   | 2  | Carlos Reutemann      | Lotus-Ford Cosworth      | 40   | +44"14                                             | 3            | 4     |
| 4   | 3  | Didier Pironi         | Tyrrell-Ford Cosworth    | 40   | +1'25"88                                           | 8            | 3     |
| 5   | 12 | Gilles Villeneuve     | Ferrari                  | 39   | +1 giro                                            | 5            | 2     |
| 6   | 11 | Jody Scheckter        | Ferrari                  | 39   | +1 giro                                            | 6            | 1     |
| 7   | 30 | Jochen Mass           | Arrows-Ford Cosworth     | 39   | +1 giro                                            | 19           |       |
| 8   | 7  | John Watson           | McLaren-Ford Cosworth    | 39   | +1 giro                                            | 14           |       |
| 9   | 29 | Riccardo Patrese      | Arrows-Ford Cosworth     | 39   | +1 giro                                            | 16           |       |
| 10  | 15 | Jean-Pierre Jabouille | Renault                  | 39   | +1 giro                                            | 7            |       |
| 11  | 14 | Emerson Fittipaldi    | Fittipaldi-Ford Cosworth | 39   | +1 giro                                            | 9            |       |
| 12  | 18 | Elio De Angelis       | Shadow-Ford Cosworth     | 39   | +1 giro                                            | 20           |       |
| 13  | 22 | Derek Daly            | Ensign-Ford Cosworth     | 39   | +1 giro                                            | 23           |       |
| 14  | 17 | Jan Lammers           | Shadow-Ford Cosworth     | 39   | +1 giro                                            | 21           |       |
| 15  | 28 | Clay Regazzoni        | Williams-Ford Cosworth   | 38   | +2 giri                                            | 17           |       |
| Rit | 27 | Alan Jones            | Williams-Ford Cosworth   | 33   | Alimentazione                                      | 13           |       |
| Rit | 9  | Hans-Joachim Stuck    | ATS-Ford Cosworth        | 31   | Sterzo                                             | 24           |       |
| Rit | 16 | René Arnoux           | Renault                  | 28   | Testacoda                                          | 11           |       |
| Rit | 20 | James Hunt            | Wolf-Ford Cosworth       | 7    | Sterzo                                             | 10           |       |
| Rit | 8  | Patrick Tambay        | McLaren-Ford Cosworth    | 7    | Collisione con C.Regazzoni                         | 18           |       |
| Rit | 5  | Niki Lauda            | Brabham-Alfa Romeo       | 5    | Cambio                                             | 12           |       |
| Rit | 6  | Nelson Piquet         | Brabham-Alfa Romeo       | 5    | Incidente                                          | 22           |       |
| Rit | 1  | Mario Andretti        | Lotus-Ford Cosworth      | 2    | Perdita di benzina                                 | 4            |       |
| NP  | 4  | Jean-Pierre Jarier    | Tyrrell-Ford Cosworth    | 0    | Problemi elettrici durante il giro di ricognizione | 15           |       |
| NQ  | 31 | Héctor Rebaque        | Lotus-Ford Cosworth      |      |                                                    |              |       |
| NQ  | 24 | Arturo Merzario       | Merzario-Ford Cosworth   |      |                                                    |              |       |

## Classifiche

### Piloti
| Pos. | Pilota             | Punti |
| ---- | ------------------ | ----- |
| 1    | Jacques Laffite    | 18    |
| 2    | Carlos Reutemann   | 10    |
| 3    | Patrick Depailler  | 9     |
| 4    | John Watson        | 4     |
| 5    | Didier Pironi      | 3     |
| 6    | Mario Andretti     | 2     |
| =    | Gilles Villeneuve  | 2     |
| 8    | Emerson Fittipaldi | 1     |
| =    | Jody Scheckter     | 1     |

### Costruttori
| Pos. | Team                     | Punti |
| ---- | ------------------------ | ----- |
| 1    | Ligier-Ford Cosworth     | 27    |
| 2    | Lotus-Ford Cosworth      | 12    |
| 3    | McLaren-Ford Cosworth    | 4     |
| 4    | Tyrrell-Ford Cosworth    | 3     |
| 5    | Ferrari                  | 3     |
| 6    | Fittipaldi-Ford Cosworth | 1     |

## Decisioni della giuria
La partenza a spinta, per il giro di ricognizione, della Lotus di Carlos Reutemann produsse un reclamo da parte della Copersucar-Fittipaldi e della Ferrari, che chiesero la penalizzazione di un minuto sul tempo finale. Il regolamento, infatti, prevedeva che la vettura fosse costretta a ripartire dal fondo della griglia. In quanto tale punizione non era stata comminata dai commissari di gara, i commissari sportivi decisero di non applicare nessuna penalità all'argentino.